# 12. Flak-Division
Die 12. Flak-Division war ein Großverband der Bodentruppen der deutschen Luftwaffe im Zweiten Weltkrieg. Zuständig war die Division bei Aufstellung für die Abwehr von einfliegenden gegnerischen Flugzeugen mittels Flugabwehrgeschützen in Westfrankreich und später bei der deutschen Heeresgruppe Mitte in der Sowjetunion.

## Geschichte

### Aufstellung
Der Führungsstab der 12. Flak-Division wurde Anfang September 1941 aus dem bisherigen Führungsstab der IX. Flak-Brigade in Rambouillet (Frankreich) südwestlich von Paris aufgestellt. Nach der Aufstellung wurde die Division im Raum Bordeaux befohlen.

### Verlegung an die Ostfront
Schon am 21. September 1941 kam der Befehl für die Verlegung in den Osten nach Smolensk. Gleichzeitig wurde als Kommandeur Generalmajor Rudolf Eibenstein, mit Wirkung zum 22. September 1941 berufen.
In Smolensk war die Division der Luftflotte 2 unterstellt und ab November 1941 dem VIII. Fliegerkorps. Über die zu der Zeit unterstellten Flak-Regimenter liegen keine Unterlagen vor.

### Schlacht um Moskau
Die 12. Flak-Division war mit ihren Verbänden ab Oktober 1941 an der Schlacht um Moskau beteiligt. Nach dem Beginn der sowjetischen Gegenoffensive Ende November 1941 war die Wehrmacht zum Rückzug gezwungen. Dabei verlor die 12. Flak-Division nicht nur den überwiegenden Teil ihrer Geschütze, sondern auch fast ihr gesamtes Personal. Die Reste der zerschlagenen Regimenter wurden anschließend im sogenannten Luftwaffen-Gefechtsverband gesammelt und unter dem Kommando des VIII. Fliegerkorps im Rahmen der 4. Armee eingesetzt. 

### Raum Minsk
Im Dezember 1941 wurde Generalmajor Gotthard Frantz neuer Kommandeur der 12. Flak-Division. 
Ende März 1942 lag der Gefechtsstand der Division in Minsk. Die Division wurde bis Mai 1942 wurde mit neuen Kräften aufgefrischt und bestand dann aus drei unterstellten Regimentern:
- Flakregiment 21
  - Reserve-Flak-Abteilung 146
  - Reserve-Flak-Abteilung 351
- Flak-Regiment 101
- Flak-Regiment 134 (nur bis 20. Mai 1942)

Am 9. August 1942 wurden der Divisionsstab und das Flak-Regiment 101 vorübergehend einem anderen Kampfauftrag zugeführt, wo sie zusammen mit dem Flak-Regiment 6 den Angriff zweier deutscher Korps unterstützten. Nach dessen Abschluss im September 1942 waren aus den Reihen der 12. Flak-Division 16 Offiziere und 376 Unteroffiziere tot oder verwundet sowie weitere 42 Flakgeschütze zerstört bzw. unbrauchbar. Von Mitte August 1942 bis März 1943 waren die Verbände der 12. Flak-Division nahezu ununterbrochen in harte Kämpfe verwickelt, so unter anderem bei Brjansk und Orel.
Am 21. Dezember 1942 wurde Generalmajor Ernst Buffa neuer Divisionskommandeur. Die Division war dann an der Panzerschlacht um Kursk im Raum Orel beteiligt. Für ihre Erfolge während dieser Schlacht wurde die Division am 22. August 1943 im Wehrmachtbericht erwähnt. Im November 1943 lag der Gefechtsstand der Division in Dworez (bei Leningrad) unter dem Kommando des II. Flak-Korps. Sie umfasste dabei folgende Verbände:
- Flak-Regiment 21
- Flak-Regiment 34
- Flak-Regiment 101
- Flak-Regiment 134

### 1944
In der Folge anhaltender sowjetischer Angriffe war die Division ab Februar 1944 im Raum Kowel und Brest eingesetzt. Am 25. April 1944 übernahm Generalmajor Werner Prellberg die Division. In weitere schwere Rückzugsgefechte verwickelt, war die 12. Flak-Division ab September 1944 im Raum Modlin (Polen) und Lomscha. Während dieser Zeit waren die ihr unterstellten Verbänden einer ständigen Fluktuation von Zu- und Abgängen ausgesetzt. Bis 17. Oktober 1944 konnten die Verbände der Division 1.050 Flugzeuge und 657 Panzerabschüsse seit Beginn des Ostfeldzuges verzeichnen, was wiederum zu einer Nennung im Wehrmachtbericht führte.

### 1945
Mit Beginn der sowjetischen Winteroffensive ab Januar 1945 (vgl. Schlacht um Ostpreußen) übernahm die 12. Flak-Division die Führung der Flakkräfte im Raum Bromberg mit Gefechtsstand zunächst in Graudenz und ab 7. Februar 1945 in Butow (Pommern). Sie unterstand dabei dem II. Flak-Korps. Zu diesem Zeitpunkt verfügte die Division noch über 50 schwere, 21 mittlere und leichte sowie 4 Scheinwerfer-Batterien. Mitte März 1945 lag ihr Gefechtsstand in Danzig-Langfuhr, wo die Division dem Luftwaffenkommando Ostpreußen unterstellt war. Mitte April wurde der Divisionsstab der 12. Flak-Division ohne die ihr unterstellten Verbände aus dem bisherigen Kampfraum herausgelöst. Die Flak-Regimenter 77 und 136 wechselten zur 18. Flak-Division. Der Führungsstab der 12. Flak-Division gelangte per Verschiffung nach Wismar und Swinemünde und sollte dann sofort nach Prag verlegt werden, um die Führung der dortigen Flakkräfte zu übernehmen.

### Endkämpfe
Über die Ereignisse der letzten Kriegstage gibt es widersprüchliche Angaben. Einige Quellen gehen davon aus, dass der Führungsstab der 12. Flak-Division in Berlin hängengeblieben sei. Auf der anderen Seite spricht die erhaltene Flaklagekarte vom 28. April 1945 davon, dass der Führungsstab nunmehr unter dem Kommando des Luftgaukommando VIII seinen letzten Gefechtsstand in Pilsen hatte. Am 21. April 1945 sollen der 12. Flak-Division 44 schwere und 8 mittlere sowie 4 leichte Flakbatterien unterstanden haben; eine erhaltene Stellenbesetzungsliste von 21. April 1945 unterstützt diese These. Welche Regimenter der Division in diesen Tagen unterstellt waren, ist jedoch nicht mehr feststellbar. Über das Schicksal der Division und der ihr unterstellten Verbände zu Kriegsende existieren bislang keine Informationen.